# Токарев, Василий Иванович
Васи́лий Ива́нович То́карев (1844—1887) — русский архитектор, академик архитектуры Императорской Академии художеств.

## Биография
Учился в Императорской Академии художеств (1867–1870). Получил медали Академии художеств: малая серебряная (1865) за «проект дома для богатой дамы (вдовы), посвятившей себя благотворительности», малая серебряная медаль (1866) за «проект консерватории», большая серебряная (1867), малая золотая медаль (1868). Звание классного художника 1-й степени (1880) за программу «Проект народного дома». Звание академика (1880).
Преподавал в Рисовальной школе Императорского общества поощрения художеств. Член-учредитель Петербургского общества архитекторов.
Основные работы: производственные сооружения и особняк Б. И. Гофмарка (совместно с А. Д. Шиллингом, Петербург, 1870-е); особняк Виригина (совместно с А. Д. Шиллингом, Петербург, 1872–1873); здание приюта для арестантских детей Дамского попечительного о тюрьмах комитета (Петербург, 1881); здание Петровского коммерческого училища (совместно с Ф. С. Харламовым, Петербург, 1882–1883).
- Особняк Е. Л. Поповой (перестройка). Захарьевская ул., 7 (1870-е)[5]
- Производственные сооружения и особняк Б. И. Гофмарка[6]. Михайлова ул., 8 (1870-е)[7][8]
- Доходный дом А. И. Веригина[6]. Моховая ул, 9 (1872—1873)[9]
- Дом В. А. Пашкова. Комиссара Смирнова ул., 17 (1872-1887)[10]
- Здание частной гимназии Ф. Ф. Бычкова[6]. (перестройка и расширение). Лиговский пр., 1 — ул. Некрасова, 43 — Озерной пер., 14 (1875)[11]
- Церковь св. Ольги и инвалидные дома в Дудергофе[12]. Пос. Можайский. 25 Октября пр., 99, 101, 103 (1879—1883, 1884—1885)[13][14][15][16]
- Доходный дом (перестройка). Разъезжая ул., 4 (1881)[17]
- Здание приюта для арестантских детей Дамского попечительного о тюрьмах комитета. Монастырки наб., 11 (1881)
- Здание богадельни и школы Ф. М. Садовникова и И. С. Герасимова[18]. Каменноостровский пр., 66 — Песочная наб., 2 (1881—1883)[19]
- Здание Петровского коммерческого училища[18]. Фонтанки наб., 62 (1882—1883)[20]